# 莊壬春
莊壬春（1501年—？），字子仁，號後峰，福建泉州府晉江縣人，民籍，明朝政治人物。同進士出身。

## 生平
嘉靖七年（1528年）戊子科福建鄉試第五十二名舉人。嘉靖八年（1529年）中式己丑科會試第七十四名，登第三甲第六十七名進士。授廣州府推官，歷户部员外郎，十九年谪郴州同知，升九江府通判、吉安府同知，升南京刑部员外郎，擢浙江嚴州府知府，致仕，巡按御史弹劾，卒于非命。

## 家族
曾祖莊士松；祖父莊儀晉；父莊琦，曾任通判。前母楊氏；母楊氏。永感下。弟莊乙冬。